# 11º Festival della nuova canzone siciliana
L'11º Festival della nuova canzone siciliana si è svolto a Catania nel teatro ABC a partire dall'11 febbraio 2010 al 27 maggio dello stesso anno. Condotto da Salvo La Rosa con la partecipazione di Alice Consoli (da Insieme), Diletta Leotta (approdata ad Insieme anche lei nella stagione successiva) e Marilena Silla, è stato trasmesso in diretta su Antenna Sicilia (anche in contemporanea su Oasi.TV di Sky e in replica su Teletna). La regia è di Guido Pistone, autore del programma insieme a La Rosa. In questa edizione hanno trionfato Vincenzo Spampinato per la categoria premio Sicilia e I Beddi per la categoria premio Trinacria.
La sigla del festival di questa edizione è "Notte di musica" (nel cd rinominata "Notti di musica"), scritta da Tony Ranno, Guido Pistone e Antonio Zeta e cantata dal tenore augustano Marcello Giordani con la corale Tovini.

## Partecipanti
Al festival hanno partecipato 42 cantanti per il premio Sicilia e 12 per il premio Trinacria.

### Premio Sicilia
1. Giò D'Angi - 'N Sicilia
2. Cecilia Pitino - 'N tiempu ri nienti
3. Lautari - A banda do dimoniu
4. Simona Sciacca - Amuri chi veni, amuri chi va
5. Francesca Alotta - Amuri miu
6. Carmelo Salemi - Canti canti
7. Sicily Stars - Ciuri d'amuri
8. Antonella Arancio e Giancarlo Guerrieri- Comu veni veni
9. Agata Lo Certo - Curri
10. Alfio Antico - Di cu sugnu
11. Giorgia Meli - Dui ciuri a latu
12. Mario Incudine - Duminica matina (premio della critica[1])
13. Mariangela Bellia - È tempu di cantari
14. Cantiere Sicilia Nord - Ehi ya zena
15. Franco Morgia e Carmelo Morgia - Iù cantu ppi tia
16. Sal da Vinci - Su non ci fussi stu mari
17. Vito Di Pietra - Manu a manu
18. Vincenzo Spampinato - Muddichedda muddichedda (canzone vincitrice[1])
19. Laura Sfilio - Nnammurata i tia
20. Valeria Milazzo - Ninna ninnarò
21. Annalisa Minetti - Nun ti bastu
22. Jenny B - Nni li to occhi
23. Maria Carmisciano - Siciliana sugnu
24. Matermatuta - Sulu l'occhi
25. Tony Canto - Il superstite
26. Mario Puglisi - Torna ccu mia
27. Daniele Magro - Turmentu d'amuri (canzone ritirata per impegni del cantante con la Rai[3])
28. Sei Ottavi - Ventu d'orienti
29. Ernesto Marciante - Vulissi (premio rivelazione[1])
30. Manuela Villa - Vulissi 'n munnu

### Premio Trinacria
1. Nanà - A tussi
2. Brigantini - C'ho il blues
3. Ciauda - Ciuri
4. Giufà - Gira vota e furria
5. Baciamo le mani - I ruffiani
6. Filippo Leonardi - Lu dittaturi
7. Alì Babà - Squaglia a cira[4] (premio web[1])
8. I Beddi - Tarantella blues (canzone vincitrice[1])
9. Filippo Paternò - Terra santa
10. Pupi di surfaru - Turiddu za za
11. Antonio Monforte - Vota Babbacallo
12. Dario Fisicaro - Zanzare

## Orchestra
L'orchestra che accompagna i cantanti durante il festival è quella di Peppe Arezzo.

## Parte comica
Quest'anno la parte comica della trasmissione è stata affidata a Salvatore Mancuso e Salvatore La Mantia, in arte Toti e Totino, due comici palermitani diventati famosi grazie al programma Insieme. I due, nelle corso delle serate, hanno anche cantato una canzone comica scritta per loro da Alvise Chisari, Ahi Ahi... chi hai? Muah (lett. Ahi Ahi. Cos'hai? Boh), il cui titolo è accorciato in Ahi Ahi... chi hai? una volta pubblicato su cd.
La canzone è stata cantata dai comici anche ad Insieme.

## Ospiti
- 1ª serata: Alexia[6]
- 2ª serata: Riccardo Fogli[7]
- 3ª serata: Alex Britti e Giuseppe Castiglia[8]
- 4ª serata: Giusy Ferreri[9]
- 5ª serata: I Cugini di Campagna[10]
- 6ª serata: Paolo Meneguzzi[11]
- 7ª serata: Piero Mazzocchetti[12]
- 8ª serata: Paolo Belli[13]
- 9ª serata: Raimondo Todaro[14]
- 10ª serata: Enrico Guarneri Litterio[14]
- 11ª serata: Luca Barbarossa[15] e Giuseppe Castiglia
- 12ª serata: Gigi Finizio[16]
- 13ª serata: Arisa[17]
- 14ª serata: Mario Venuti[18]
- 15ª serata: Fabrizio Moro[19]
- 16ª serata: Zero Assoluto[20]

## Domani Festival
Dal 28 novembre 2009 al 9 gennaio 2010 è andato in onda "Domani Festival", concorso nel quale i vincitori hanno avuto il diritto di partecipare al festival: Mariangela Bellia e Ernesto Marciante. Su Antenna Sicilia sono anche andate in onda le singole esibizioni delle canzoni sotto il titolo "Domani Festival compilation".

## Festival compilation
Sia durante che finito il festival, su Antenna Sicilia (in replica anche su Teletna) sono anche andate in onda le singole esibizioni delle canzoni in gara (insieme alla sigla, ad alcune scenette di Toti e Totino e agli interventi o alle canzoni degli ospiti) estrapolate dalle varie puntate, sotto il titolo "Festival compilation".

## Mercato legato al festival
I tre cd con tutte le canzoni del festival (compresa la sigla e la canzone di Toti e Totino) sono usciti il 25 giugno 2010 con il giornale La Sicilia, in un cofanetto contenente anche un dvd dal titolo Ridiamo... Insieme con una raccolta di racconti dell'attore Enrico Guarneri nei panni di Litterio Scalisi e Salvo La Rosa tratte da Insieme.